# Kolegiata Świętej Trójcy w Wejherowie
Kolegiata Wejherowska pw. Trójcy Świętej – kościół wybudowany w latach 1754–1755 w stylu barokowym, najstarszy w mieście. Położony przy ulicy Kościuszki w Wejherowie, należący do dekanatu Wejherowo w archidiecezji gdańskiej.

## Historia
W czasie panowania króla Władysława IV, w 1643 roku z inicjatywy wojewody Jakuba Wejhera, został wybudowany kościółek ryglowy (szkieletowy). W 1650 roku kościół został podniesiony do rangi kościoła parafialnego. W takim stanie przetrwał do 1754 roku, gdzie następnie w latach 1754–1755, w tym samym miejscu (zachował się tylko fundament), został wybudowany nowy, murowany, w stylu barokowym. Nowy kościół, ufundowany przez hrabiego Piotra Przebendowskiego, otrzymał rokokowy wystrój. Tak nie zmieniony kościół przetrwał aż do II dekady XX wieku. W latach 1927–1929 został przebudowany dzięki ks. prałatowi Edmundowi Roszczynialskiemu. Rozbudowie uległa przednia część kościoła wraz z prezbiterium. W 1928 roku, wyremontowany kościół został konsekrowany przez biskupa chełmińskiego Stanisława Okoniewskiego. W 1947 roku zainstalowane zostały dwa nowe dzwony, a w 1950 roku wyremontowano organy i ołtarz. 14 września 1995 roku kościół parafialny został podniesiony przez Arcybiskupa Tadeusza Gocłowskiego – Metropolitę Gdańskiego, do godności kolegiaty. Natomiast ówczesny proboszcz ks. prał. Bogusław Żurawski został mianowany prepozytem Kapituły Kolegiackiej Wejherowskiej. Od 2003 odczytywane są kaszubskie tłumaczenia Biblii, które czyta Danuta Stenka – podczas corocznych koncertów w ramach projektu "Verba Sacra".
Kościół kolegiacki był do 24 czerwca 2015 roku – siedzibą dekanatu Wejherowo, a jej proboszcz nosił tytuł dziekana.

## Architektura i wnętrze kościoła

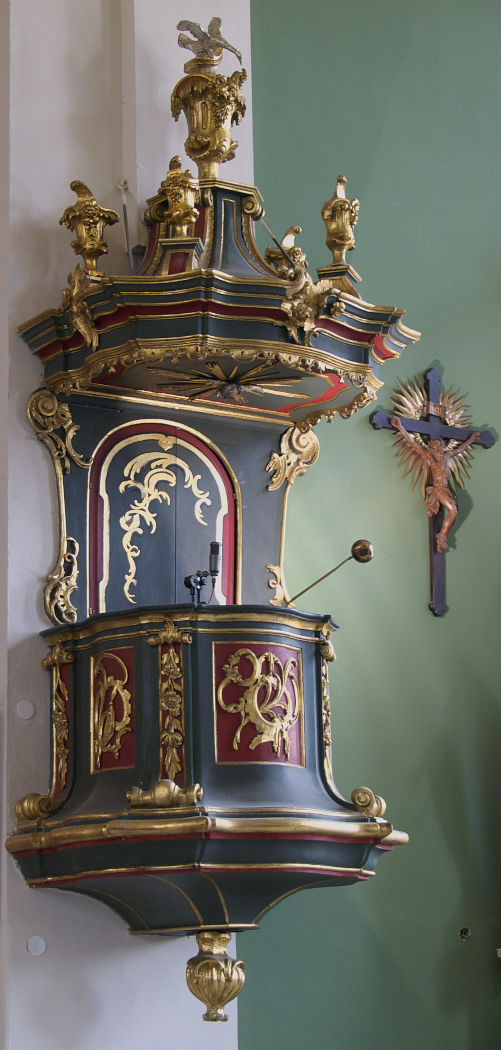
Wnętrze kolegiaty - ambona

Świątynia pomimo przekształcenia w znacznej mierze zachowała swój barokowy charakter. Jednowieżowy korpus łączy się z obszernym transeptem ozdobionym szczytami. We wnętrzu kościoła znajdują się późnobarokowe ołtarze, rokokowa ambona i chrzcielnica, kuty żyrandol z orłem polskim (XVIII wiek), szafa na ornaty z 1720 roku znajdująca się w zakrystii oraz witraże z ornamentami roślinnymi (witraże w starej części kościoła - 1888 rok), świętymi (witraże w transepcie - 1928 rok) oraz scenami z życia Chrystusa (witraże w prezbiterium lata czterdzieste XX wieku).